# Burlington Union Station

Die Burlington Union Station ist ein Bahnhof in Burlington (Vermont).

## Geschichte
Der erste Bahnhof an der heutigen Stelle ging im Dezember 1849 als Endbahnhof der Bahnstrecke Bellows Falls–Burlington der Rutland and Burlington Railroad (später Rutland Railroad) in Betrieb. Im Mai 1860 wurde an der Stelle dieses Bahnhofs die erste Burlington Union Station eröffnet, als die Vermont Central Railroad (später Central Vermont Railway) ihre ursprünglich im Norden der Stadt endende Strecke aus Richtung Windsor mit dem Rutland-Bahnhof verband und die beiden Bahngesellschaften den zu diesem Zweck erweiterten Bahnhof gemeinsam nutzten.
Ab 1877 nutzte auch die Burlington and Lamoille Railroad den Bahnhof für die Züge nach Cambridge Junction, die bis 1880 auf der südlich um die Stadt führenden Strecke fuhren und danach bis Essex Junction die Central-Vermont-Strecke mitbenutzten, also den Bahnhof nach Norden verließen. Die ursprüngliche Strecke nach Cambridge Junction wurde schon 1889 wieder stillgelegt.
1901 eröffnete die Rutland Railroad noch die Bahnstrecke Burlington–Rouses Point, die unmittelbar nördlich des Bahnhofs aus der Central-Vermont-Strecke abzweigte. Diese Strecke wurde 1963 stillgelegt. Seither ist die Burlington Union Station kein Abzweigbahnhof mehr.
Bereits 1938 endete der Personenverkehr in Richtung Windsor und Cambridge Junction, sodass dann nur noch die Personenzüge der Rutland Railroad im Bahnhof hielten. Der reguläre Personenverkehr im Bahnhof wurde schließlich 1953 eingestellt, als auch in Richtung Rouses Point und Bellows Falls die letzten Züge fuhren. Daraufhin wurden die Gleisanlagen bis auf das durchgehende Streckengleis abgebaut und die frühere Gleisfläche als Parkplatz genutzt. Der heute vorhandene Bahnsteig wurde einschließlich eines Bahnsteigdachs 2000 errichtet. Von Dezember 2000 bis Februar 2003 war der Bahnhof die Endstation des Vorortbahnsystems Champlain Flyer von Rutland.

## Empfangsgebäude und heutige Nutzung
Das heutige Empfangsgebäude in der Main Street 1, an deren Westende gelegen, wurde 1915 aus gelb-braunen Ziegelsteinen in der Beaux-Arts-Architektur erstellt. Heute gibt es keinen regulären Zugverkehr mehr. Das Empfangsgebäude und der Bahnsteig wird aber noch für Touristenzüge des Champlain Valley Flyer der Green Mountain Scenic Railroad genutzt. Der nächste Amtrak-Bahnhof ist in Essex Junction. Ab 2017 sollen die Amtrak-Züge aus Richtung New York City, die bisher in Rutland enden, bis Burlington verkehren, sodass der Bahnhof dann wieder im Reisezugverkehr genutzt werden könnte.